# Apios fortunei
Apios fortunei är en ärtväxtart som beskrevs av Carl Maximowicz. Apios fortunei ingår i släktet Apios och familjen ärtväxter. Inga underarter finns listade i Catalogue of Life.